# Йордан, Тёнс
Тёнс Йордан (африк. Theuns Jordaan; 10 января 1971, Вентерстад, Восточно-Капская провинция — 17 ноября 2021) — южноафриканский певец, композитор и гитарист. Был самым популярным исполнителем в ЮАР, его первые два альбома стали платиновыми.

## Биография
Йордан родился 10 января 1971 года на ферме Кару недалеко от Вентерстада в Восточно-Капской провинции. Получая образование по индустриальной психологии в Стелленбосском университете, он дал свой первый концерт 21 октября 1992 года в местном баре под названием The Terrace. Он начал писать собственные тексты песен, что привело к созданию пяти композиций его дебютного альбома Vreemde Stad. Тёнс учился в средней школе Volkskool в Графф-Рейнете Восточно-Капской провинции. Будучи учеником, в 9 классе и на выпускном он играл музыку и пел для местных посетителей в пиццерии/пабе под названием Trail in.
После окончания учебы Йордан провел год в качестве предпринимателя. В октябре 1998 года он переехал из Кейптауна в Преторию и, обретя популярность в городе, записал свой дебютный альбом Vreemde Stad в Стелленбосе. Этот альбом был выпущен в 2000 году на фестивале искусств Клейн Кару в Оудсхурне. Звукозаписывающая компания EMI выпустила Vreemde Stad вскоре после этого, и альбом превзошёл тройной платиновый статус (150 000 копий) в июле 2003 года.
Йордан выпустил свой второй альбом Tjailatyd на музыкальном фестивале Аардклоп в 2002 году, чей тираж превысил 150 000 копий. Южноафриканский гитарист Антон Л'Амур выступал вместе с Тёнсом и отвечал за все гитарные партии в Vreemde Stad и Tjailatyd.
Джордан скончался 17 ноября 2021 года после диагностирования лейкемии в сентябре 2020 года. Его похоронили в Претории 26 ноября 2021 года.

## Дискография
- Vreemde stad (1999)
- Tjailatyd (2002)
- Seisoen (2005)
- Grootste Treffers (2007)
- Bring Jou Hart — met Juanita Du Plessis (2008)
- Driekuns (2009)
- Kouevuur — Die musiek van Koos Du Plessis (2009)